# Banca centrale della Bosnia ed Erzegovina
La Banca centrale della Bosnia e Erzegovina è la banca centrale dello stato europeo della Bosnia e Erzegovina.
La moneta ufficiale è il marco bosniaco.